# Aartsbisdom Sorrento-Castellammare di Stabia
Het aartsbisdom Sorrento-Castellammare di Stabia (Latijn: Archidioecesis Surrentina-Castri Maris o Stabiensis; Italiaans: Arcidiocesi di Sorrento-Castellammare di Stabia) is een in Italië gelegen rooms-katholiek aartsbisdom met zetel in de stad Sorrento. Het aartsbisdom behoort tot de kerkprovincie Napels, en is, samen met het aartsbisdom Capua, de bisdommen Acerra, Alife-Caiazzo, Aversa, Caserta, Ischia, Nola, Pozzuoli, Sessa Aurunca, Teano-Calvi en de territoriale prelatuur Pompeï, suffragaan aan het aartsbisdom Napels.

## Geschiedenis
Het bisdom Sorrento werd opgericht in de 5e eeuw. In 968 werd Sorrento too paus Johannes XIII tot aartsbisdom verheven. De bisdommen Massa Lubrense, Vico Equense en Capri werden op 27 juni 1818 met de  apostolische constitutie De ulteriori door paus Pius VII opgeheven en deze gebieden werden toegevoegd aan het aartsbisdom Sorrento. Op 30 april 1979 verloor Sorrento de status van Metropool en werd het suffragaan aan het aartsbisdom Napels.
Op 30 september 1986 werd het met het decreet Instantibus votis van de Congregatie voor de Bisschoppen het bisdom Castellammare di Stabia aan Sorrento toegevoegd en werd de naam veranderd in aartsbisdom Sorrento-Castellammare di Stabia.

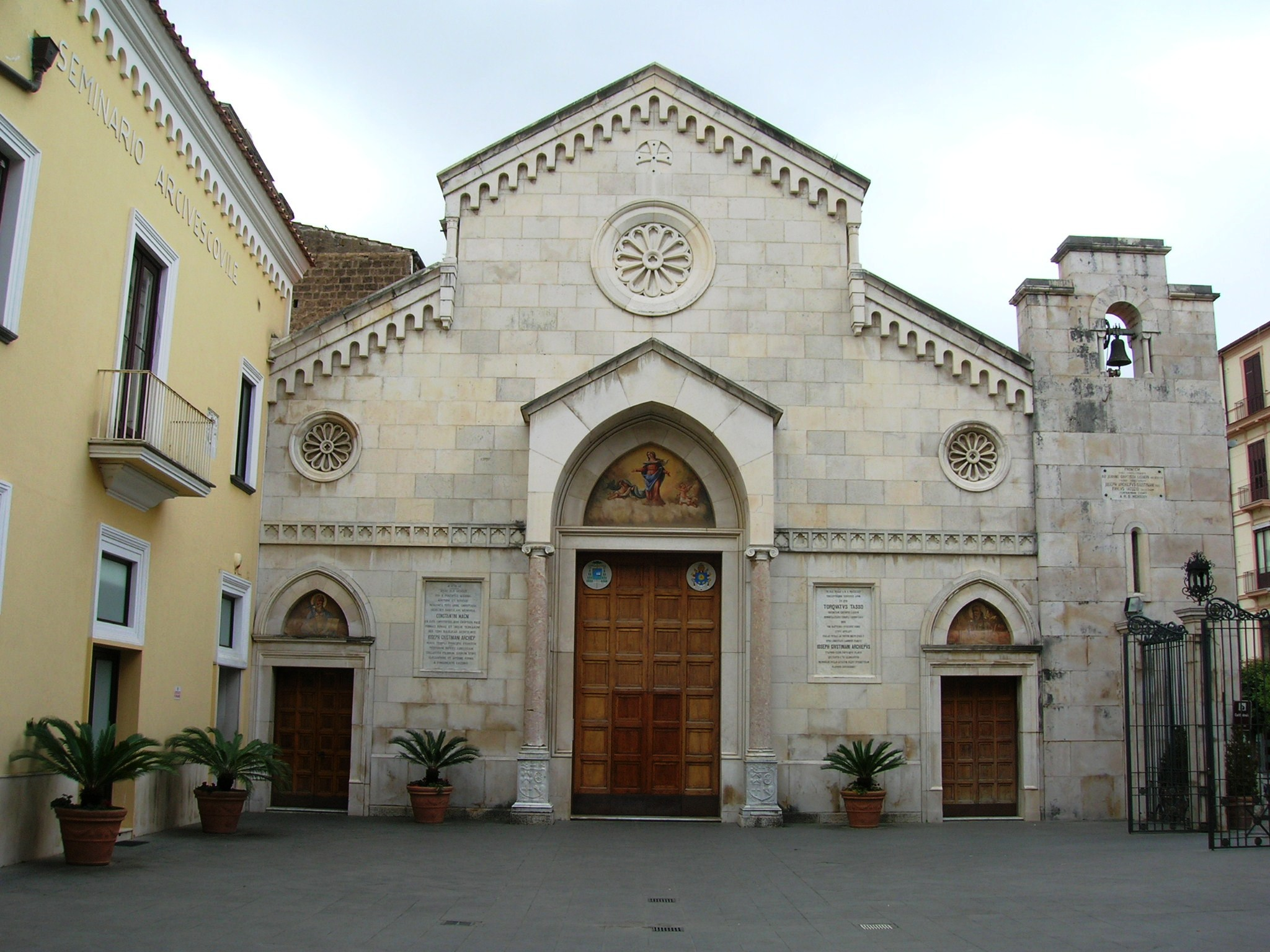
Kathedraal van Sorrento
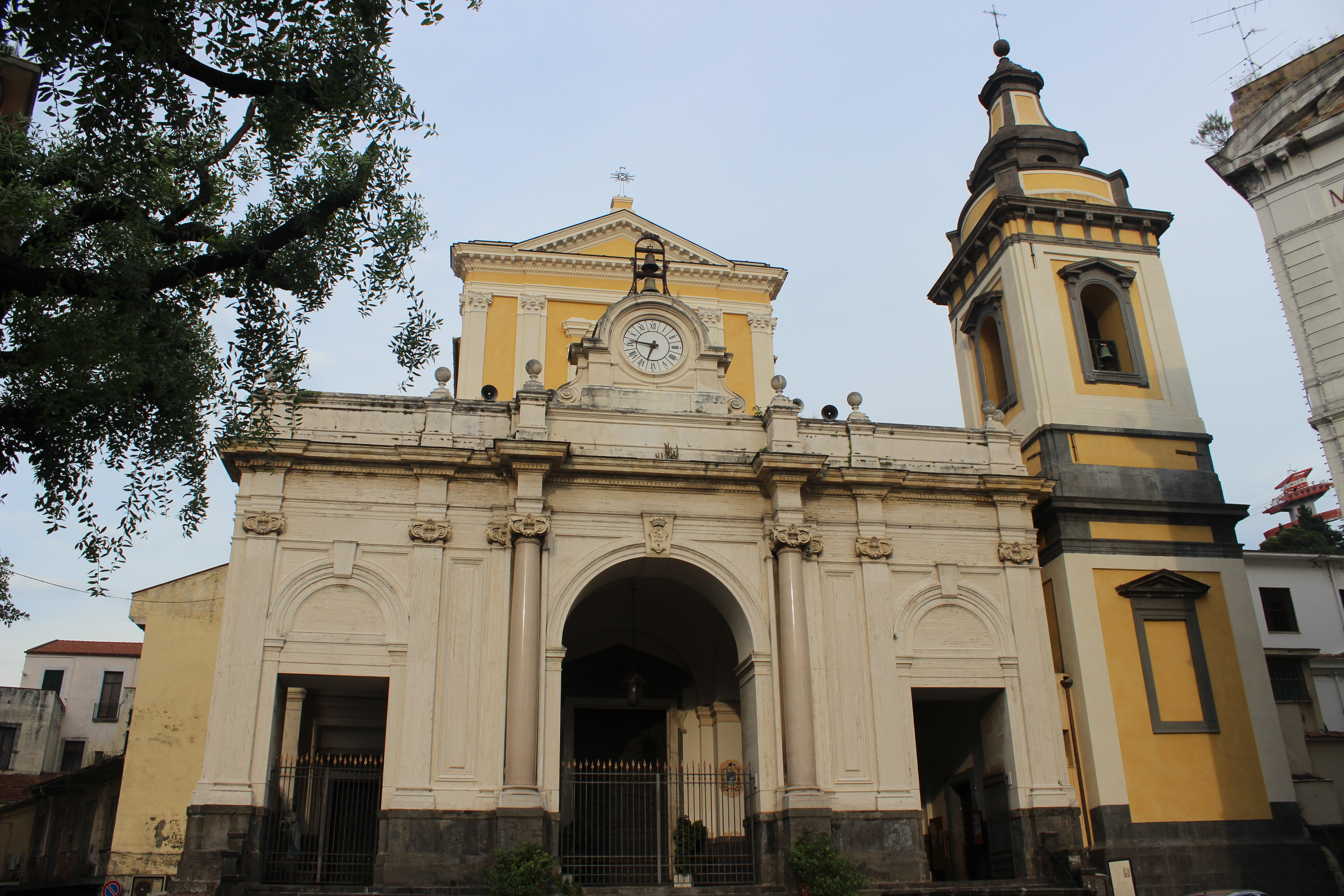
Cokathedraal van Castellammare di Stabia
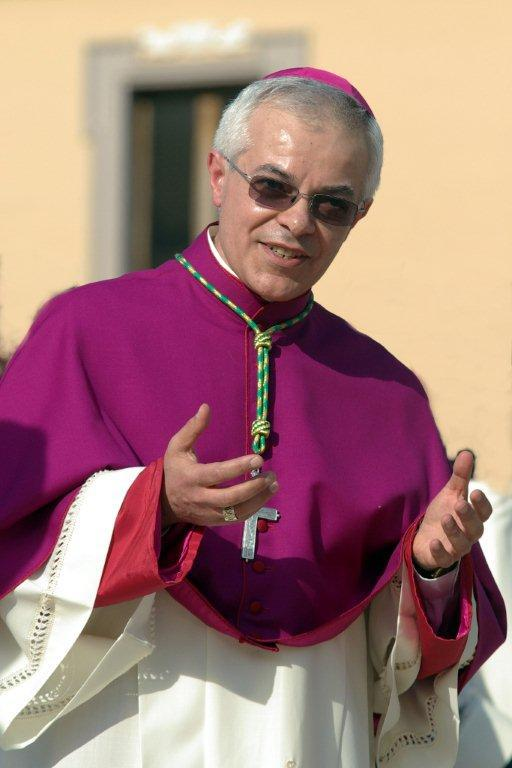
aartsbisschop Francesco Alfano